# Quando vivevano i dinosauri
Quando vivevano i dinosauri (大恐竜時代?, Dai kyōryū jidai) è un film per la televisione anime del 1979 diretto da Kōzō Morishita. Prodotto dalla Toei Dōga su un soggetto di Shōtarō Ishinomori (anche co-sceneggiatore con Makoto Naitō), il film fu trasmesso su Nippon Television il 7 ottobre 1979 alle 19:30. Per l'occasione Ishinomori ricoprì anche un piccolo ruolo come doppiatore per l'unica volta nella sua vita.

## Trama
Jun è un adolescente ambientalista e dall'animo sensibile, e per questo motivo viene spesso preso in giro. Una notte, un misterioso richiamo lo attira in riva al mare, dove fa la conoscenza di Remi, una ragazza attirata dallo stesso richiamo, e del suo fratellino Chobi che l'ha seguita. Il richiamo è opera di un UFO, che si presenta a loro come la voce della vita e spiega di averli scelti per impartire loro un'importante lezione. L'UFO quindi li porta a viaggiare nel tempo, mostrando loro quando la Terra stava cominciando a formarsi e facendoli avanzare fino al Cretacico. Qui l'UFO li lascia sulla terraferma e i ragazzi, trovatisi in un'epoca pericolosa e inospitale, cominciano a ingegnarsi su come sopravvivere e proseguire nel loro viaggio. Chobi utilizza un bastone per colpire alcune grosse uova per mangiarle, ma esse si schiudono e ne nascono dei piccoli triceratopi che subito si affezionano al trio. Il gruppo viene però attaccato da un tirannosauro che divora quasi tutti i cuccioli tranne uno, che si salva grazie a Chobi. I ragazzi sono costretti a rifugiarsi all'interno di una caverna, che il tirannosauro assedia fino all'alba. Il predatore cerca quindi di divorare il triceratopo superstite e Chobi, per difenderlo, colpisce il tirannosauro con il suo bastone, accecandogli l'occhio sinistro. Il gruppo riesce poi a fuggire grazie a un triceratopo adulto che ingaggia una lotta col tirannosauro, avendo però la peggio. 
Jun, Remi e Chobi continuano poi il loro viaggio, riflettendo sulla brutalità di quell'epoca e sulle difficoltà che i dinosauri dovevano affrontare per sopravvivere, dopodiché trovano rifugio dove passare la notte. La mattina successiva il trio viene svegliato da un terremoto innescato da un vulcano vicino, e trovano il piccolo Triceratops, che Chobi chiamò Zhu inspiegabilmente cresciuto, ma ancora molto affettuoso nei loro confronti. Assistono poi alla lotta tra due maschi di pachicefalosauro, che si contendono una femmina per l'accoppiamento. Il rituale viene interrotto dall'arrivo del tirannosauro, che uccide la femmina e mette in fuga i due maschi. Il gruppo prosegue quindi il suo cammino, e assiste a terremoti ed eruzioni vulcaniche che trasformano in breve il lussureggiante paesaggio in una landa desolata.
A questo punto, il gruppo subisce un nuovo attacco da parte del Tirannosauro, che sta dando loro una caccia spietata. Per difendere i suoi proprietari, Zhu si scontra con il Tirannosauro e si sacrifica cadendo in un burrone insieme al suo avversario, lasciando Chobi con il cuore spezzato. Il gruppo continua tristemente il suo viaggio, assistendo alla totale estinzione dei dinosauri e proponendo alcune teorie e riflessioni sull'argomento. Si ritrovano quindi nell'era glaciale, dove vedono una tribù di uomini primitivi scontrarsi con uno smilodonte e abbattere un mammuth, preda reclamata dal Tirannosauro, miracolosamente sopravvissuto allo scontro con Zhu e all'estinzione dei dinosauri. Quando l'era glaciale finisce e inizia il disgelo, i ragazzi capiscono il perché: l'UFO non solo ha permesso loro di compiere continui balzi nel tempo per assistere al cambiamento della Terra ma anche del Tirannosauro.
Durante il cammino Chobi fa amicizia con una bambina delle caverne, che battezza Lulù. La bambina porta i tre ragazzi al suo villaggio, dove assistono ai preparativi di un rituale: lo sciamano difatti intende sacrificare la sorella maggiore di Lulù al loro dio, che si scoprirà essere il tirannosauro, con cui lo sciamano è riuscito a stabilire un collegamento telepatico. Jun, Remi e Chobi decidono di impedire l'orrido rito, e riescono a loro volta a comunicare mentalmente con il tirannosauro, riuscendo ad addormentarlo. Tuttavia il dinosauro si risveglia subito e, dopo aver ucciso lo sciamano, insegue i tre ragazzi e il resto della tribù imprigionandoli all'interno di una caverna. Qui Chobi dichiara guerra personalmente al tirannosauro per aver tolto la vita a Zhu e riesce a stabilire un contatto psichico con gli uomini delle caverne, incitandoli contro il mostro. Davanti ad un tentennamento della tribù, il bambino afferra una lancia e si scaglia verso l'animale. Per salvarlo da fine certa Jun colpisce il tirannosauro con un bastone, e Chobi crolla a terra e sviene. Ciò spinge gli uomini primitivi a passare al contrattacco, scagliando lance e macigni contro la bestia. Dopo uno scontro in cui molti cavernicoli perdono la vita, il tirannosauro, ferito mortalmente e accecato anche all'altro occhio, volta le spalle agli uomini e si dirige in riva al mare dove, con un urlo di dolore, si accascia a terra e muore. Remi e Jun, trasportando Chobi, raggiungono il luogo osservando il corpo e riflettendo sull'incredibile fenomeno cui hanno assistito. Giungono così alla conclusione che, nonostante l'avvento della tecnologia e dei mezzi di comunicazione che gli hanno comunque permesso di raggiungere la civiltà, l'uomo non ha ancora perso quel potere telepatico, e può manifestarlo ancora quando preda di potenti emozioni come l'amore e l'odio, il quale però porta alla rovina e causa molti più danni a chi lo prova che non a chi è indirizzato.
Durante la loro riflessione, l'UFO torna a prenderli e si congratula con loro, perché hanno finalmente capito quello che voleva che imparassero: i dinosauri non rappresentano altro che il comportamento della società moderna, votata ad essere dominata dal desiderio di distruggere tutto e spinta verso l’autodistruzione, a meno che non capisca che l’amore può salvarla e aiutarla a migliorare se stessa e il mondo. L'UFO trasporta poi i tre indietro alla loro epoca, con la speranza che possano trarre vantaggio da ciò che hanno imparato e aiutare i loro coetanei a comprendere questa importante lezione.

## Personaggi e doppiatori
| Personaggio  | Doppiatore giapponese                           | Doppiatore italiano               |
| ------------ | ----------------------------------------------- | --------------------------------- |
| Jun          | Yasuyuki Miyawaki                               | Christian Fassetta                |
| Remi         | Mitsuko Horie                                   | Susanna Fassetta                  |
| Chobi        | Noriko Tsukase                                  | Beatrice Margiotti                |
| UFO          | Yōsuke Kondō                                    | Renato Montanari                  |
| Sciamano     | Ichirō Nagai                                    |                                   |
| Operaio      | Masaharu Satō                                   | Renato Montanari                  |
| Ragazzi      | Naoki Tatsuta Kiyonobu Suzuki Chiyoko Kawashima | Susanna Fassetta Renato Montanari |
| Madre di Jun | Yuri Kobayshi                                   | Beatrice Margiotti                |
| Padre di Jun | Shōtarō Ishinomori                              | Renato Montanari                  |

## Colonna sonora
La colonna sonora, ad opera di Shōgun & Grand Symphonic Orchestra, è stata pubblicata in vinile nel novembre 1979 dalla Columbia Records. Questa la lista delle tracce:
Lato A
1. Jokyoku - Dai kyōryū jidai (序曲－大恐竜時代? lett. "Overture - L'era dei grandi dinosauri") (4:19)
2. Empathy - Ai aru sekai (エンパシー －愛ある世界?, Enpashī - Ai aru sekai, lett. "Empatia - Un mondo dove c'è l'amore") (2:43)
3. Yōki na partner (陽気なパートナー?, Yōki na pātonā, lett. "Il compagno stagionale") (3:50)
4. Yume no lullaby (夢のララバイ?, Yume no rarabai, lett. "La ninna nanna dei sogni") (4:24), con la voce di Mitsuko Horie
5. Time Machine (タイムマシーン?, Taimu Mashīn, lett. "Macchina del tempo") (3:58)

Lato B
1. Hoshi no kanata e (星の彼方へ? lett. "Verso le stelle") (4:24)
2. Chobi Rhythm Dance (チョビ・リズムダンス?, Chobi Rizumudansu, lett. "La danza del ritmo di Chobi") (4:01)
3. Kigenzen ichioku-nen (紀元前一億年? lett. "Cento milioni di anni avanti Cristo") (3:03)
4. Ai aru sekai (Giving Love) (愛ある世界 (Giving Love)? lett. "Un mondo dove c'è l'amore (dando amore)") (4:32), con la voce di Casey Rankin
5. Kyōryū no requiem (恐竜のレクイエム?, Kyōryū no rekuiemu, lett. "Il requiem dei dinosauri") (4:11)

## Distribuzione

### Edizione italiana
Il film fu distribuito in Italia dalla ITB e trasmesso per la prima volta sul circuito Euro TV l'11 novembre 1984. L'edizione italiana, a cura della Oceania Film, soffre di un adattamento approssimativo (in cui ad esempio non si fa alcun riferimento al fatto che Remi e Chobi siano fratelli o si conoscano), e come in altre lavorazioni della società il doppiaggio fu eseguito da un cast limitato a soli quattro doppiatori che si dividono tutti i personaggi. Nel doppiaggio, inoltre, la parola "triceratopo" viene sempre pronunciata in modo sbagliato.

### Edizioni home video
Il film fu distribuito in VHS e Betamax in Giappone dalla VAP e in Italia dalla ITB negli anni ottanta e dalla Avo Film nel 1993 col titolo Jurassic Cartoon - Quando vivevano i dinosauri (nel 2000 la VHS fu ristampata col titolo originario). Fu poi distribuito in DVD-Video in Italia dalla Mondo Home Entertainment il 21 gennaio 2005 col titolo Quando vivevano i dinosauri - Il film; il DVD include il solo audio italiano ed è privo di sottotitoli. In Giappone fu inserito nel disco 11 del cofanetto DVD dedicato al 70º anniversario della nascita di Ishinomori, distribuito dalla Toei Video il 21 luglio 2008.